# Смокиня (къмпинг)
 Тази статия е за къмпинга в Югоизточна България.  За растението вижте Смокиня.  
„Смокиня“ е къмпинг, намиращ се на 3,5 км южно от град Созопол, между къмпингите „Каваци“ и „Веселие“. Разделен е практически на 2 къмпинга – „Смокиня“ и „Форт Нокс“. Известен е в миналото с нудисткия си плаж.
Непосредствено до къмпинга на юг се намира резерват „Пясъчната лилия“, който е естествен ареал на едноименното цвете. Въпреки екологичното значение на къмпинга край него постоянно растат незаконни постройки, които реално застрашават защитения му статут.